# 毛景文
毛景文（1956年12月19日—），山西运城人，矿床地质与矿产勘查专家，中国工程院院士，中国地质科学院矿产资源研究所研究员、博士生导师。

## 履历
1978年，毕业河北地质学院地质系地质勘查专业。1988年，毕业于中国地质科学院研究生院，获博士学位。2017年，当选中国工程院院士。